# صانعة الوافل

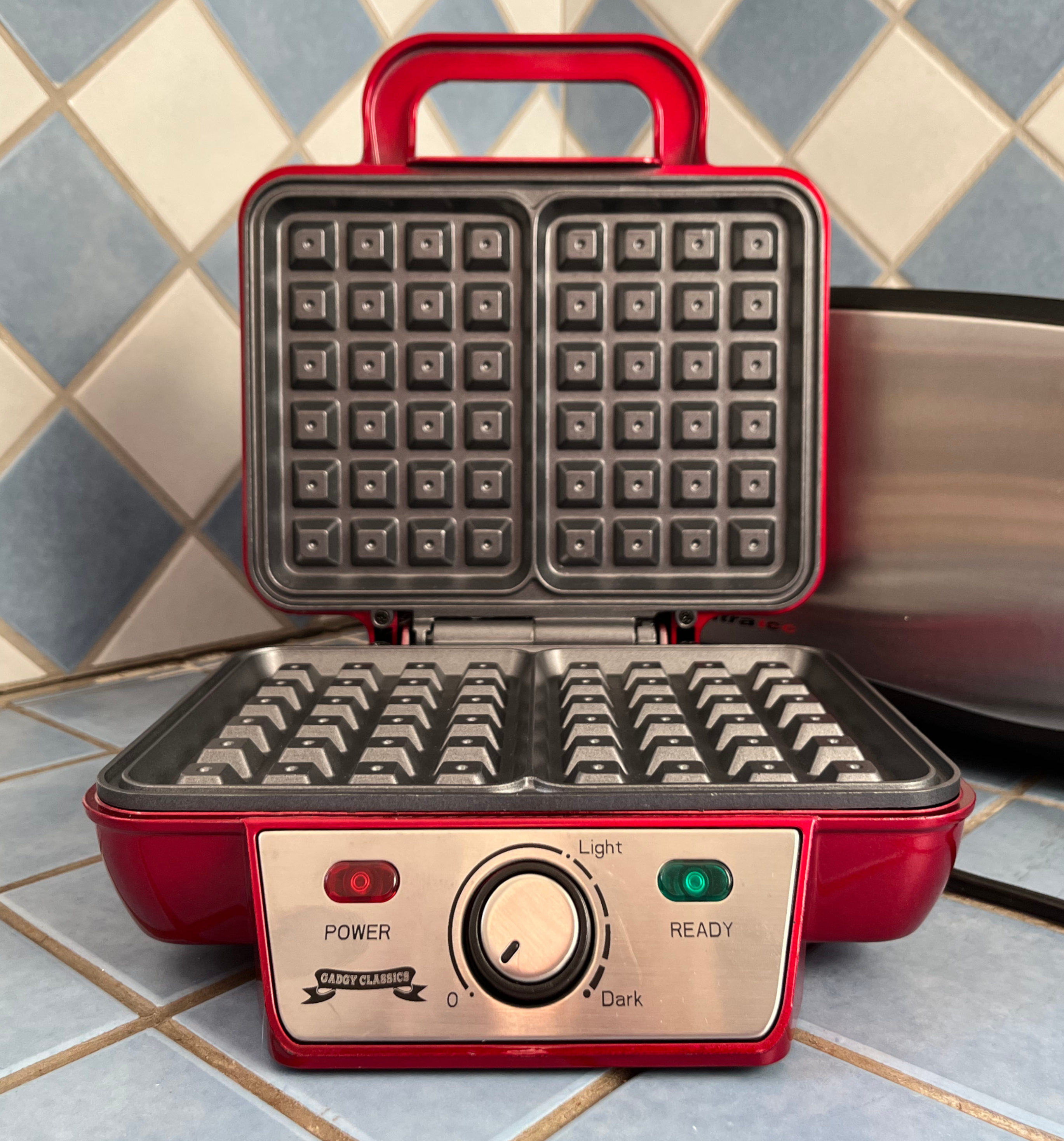
صانعة وافل كهربائية

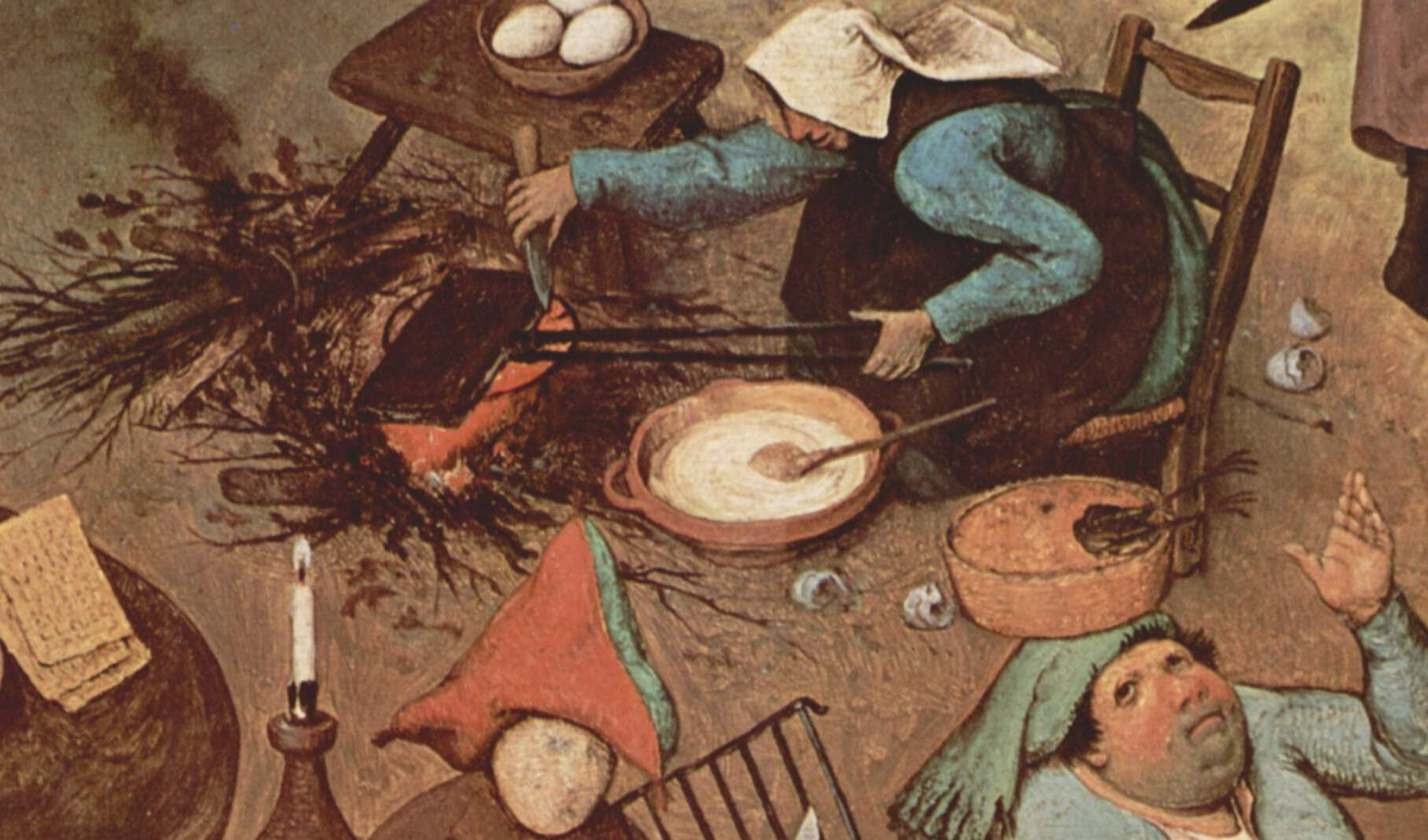
مكواة وافل تُمسك فوق النار في لوحة بيتر برويغل الأكبر معركة الكرنفال والصوم، عام 1559

صانعة الوافل أو مكواة الوافل هي أداة مطبخ تُستخدم لطهي الوافل بين صفيحتين معدنيتين مفصّلتين. تحتوي كلتا الصفيحتين على تجويفات شبكية لتشكيل الوافل من العجينة أو العجين الموضوع بينهما. تُسخّن الصفيحتان ويُغلق الجهاز أثناء خبز الوافل. يُعد الوافل من خبز سريع التحضير بطعم خفيف وحلو، مشابه لـفطائر البانكيك، ولكن شكله يصعب تحقيقه بدون مكواة الوافل. وتُستخدم تقنية مشابهة في خبز الرقائق وبعض الوجبات الخفيفة الأخرى، منها كعكة جابيتي، وهي وجبة خفيفة إندونيسية على شكل وافل ولكنها مقرمشة، ويمكن إعدادها بنكهات حلوة أو مالحة.

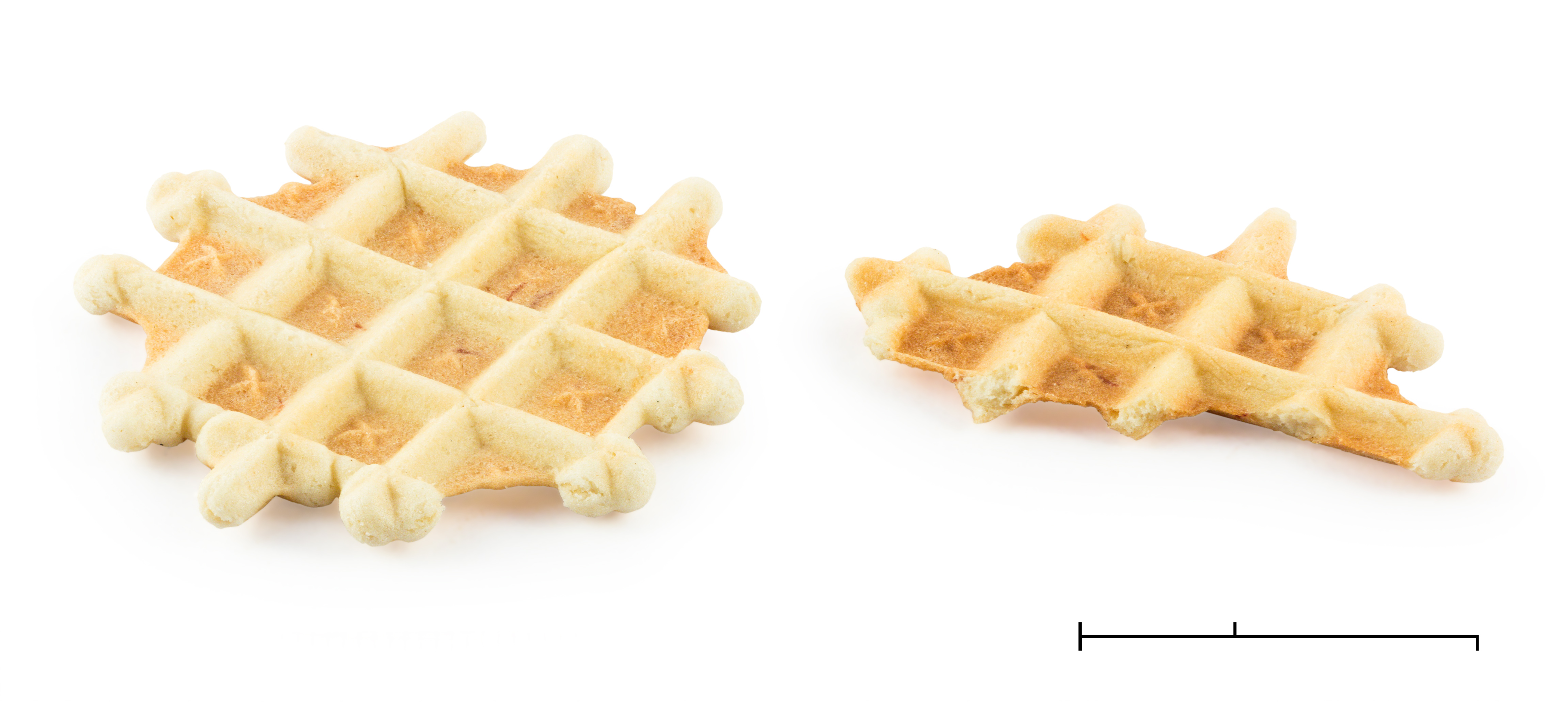
كعكة جابيتي الأندونيسية الشبيهة بالوافل كاملة (يسار) وجزئية؛ يظهر شريط المقياس 1 سم / 1

## التاريخ

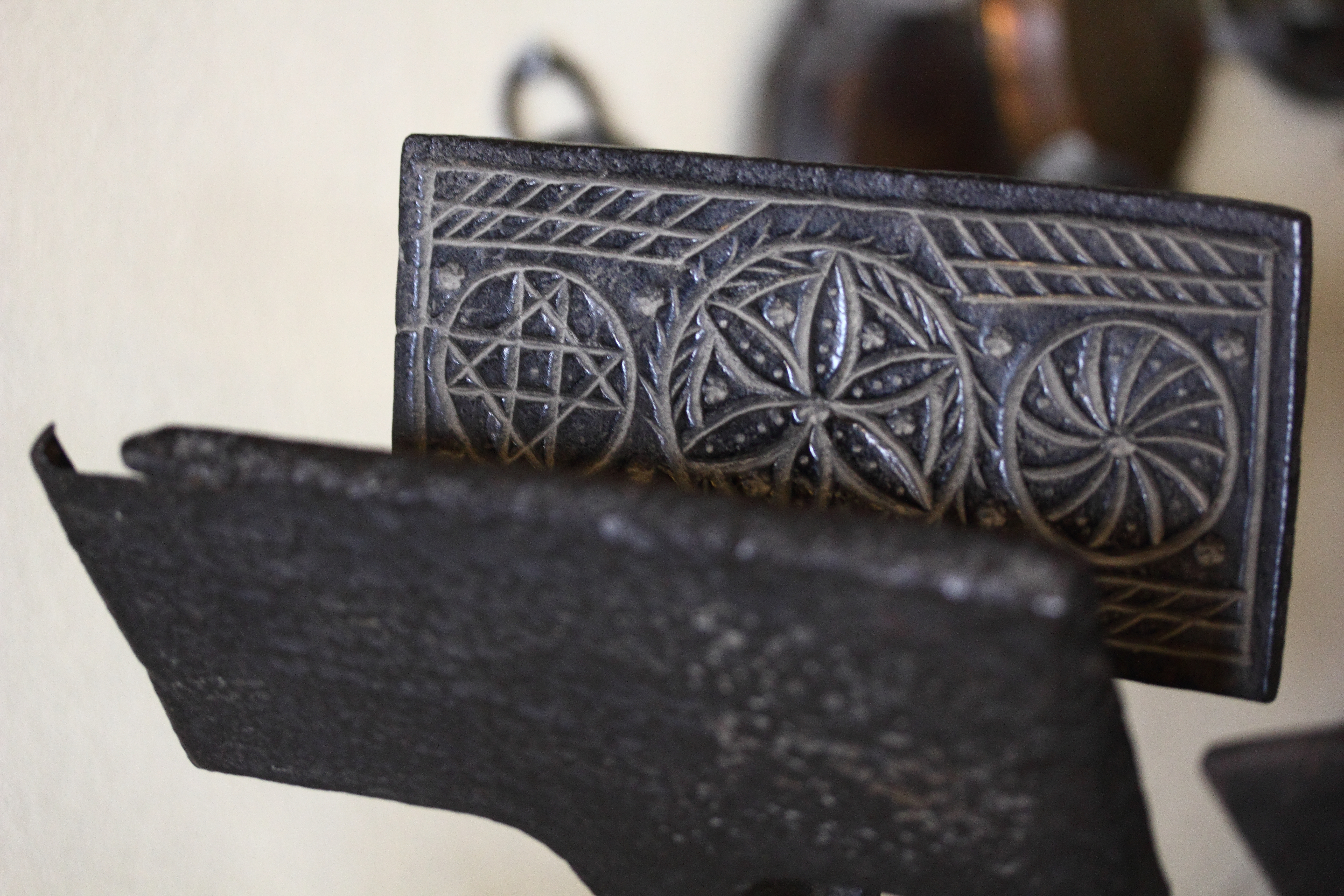
كانت الـ التي تُخبز باستخدام هذه المكواة المبكرة أرق وأكثر شبهًا بالرقائق مقارنة بالوافل الحديث.

كانت مكواة الوافل شائعة في فرنسا في القرن الثاني عشر أو الثالث عشر، وانتشرت في هولندا وبقية أوروبا بحلول القرن الرابع عشر. تطورت المكواة الدنيوية إلى جانب مكابس القربان، وهي أداة دينية تُستخدم لإعداد خبز القربان المقدس. كانت أقدم مكاوي الوافل تحتوي على تجويفات ضحلة مناسبة لخبز الرقائق غير المخمرة، وقد توصف بدقة أكثر بأنها مكابس رقائق. ومع إدخال عوامل التخمير إلى الوصفات، أصبحت مكاوي الوافل ذات تجويفات أعمق. وتوجد أدلة على وجود مكاوي وافل بدائية في مقابر نساء العصر الفايكنغي في السويد والنرويج.

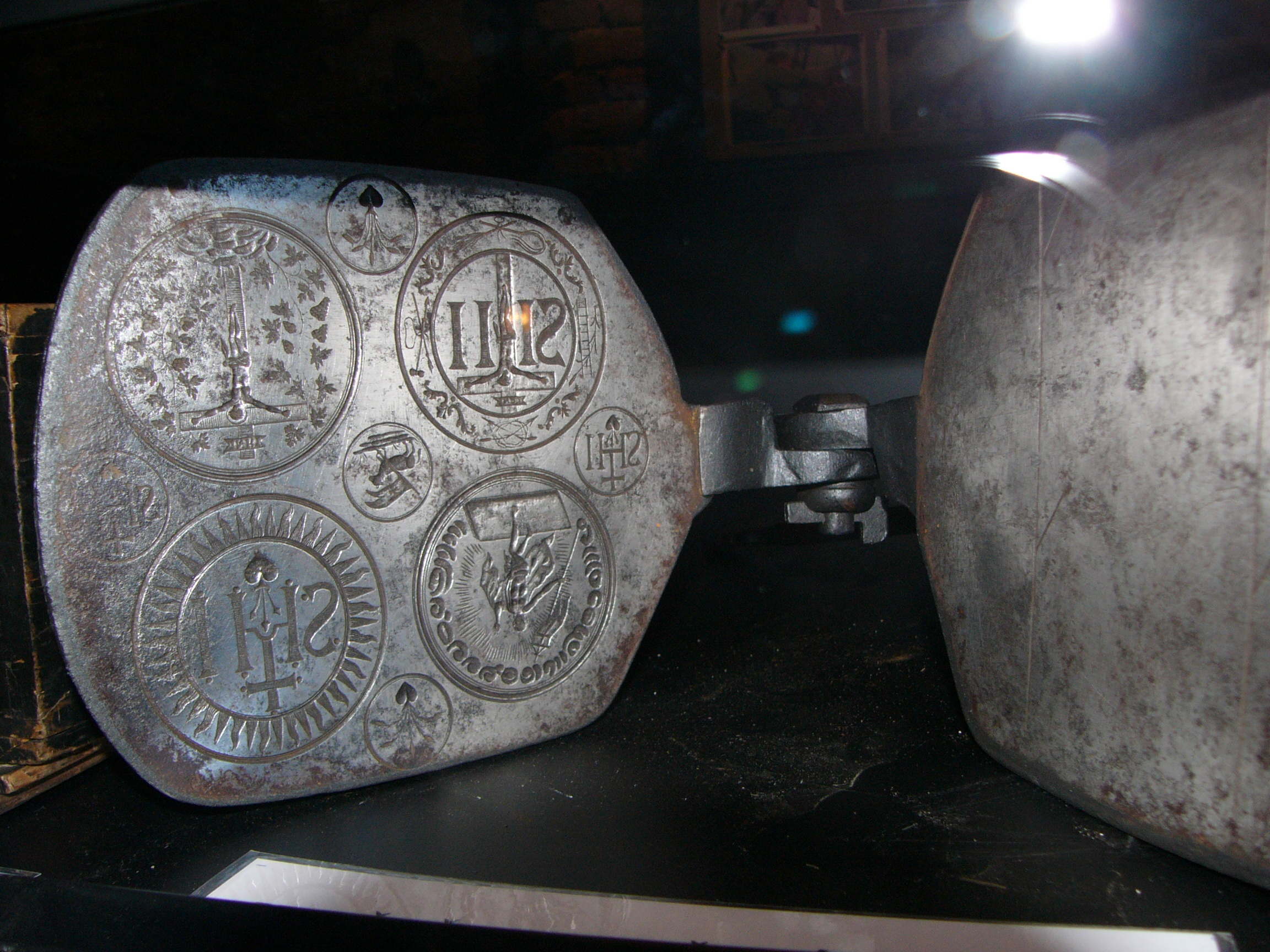
مكبس قربان يُستخدم لخبز خبز القربان المقدس مع رموز دينية. تطورت مكابس القربان هذه بالتوازي مع مكواة الوافل.

كانت المكاوي تُصنع من صفيحتين من الحديد المتصلتين بمقابض خشبية طويلة. وغالبًا ما كانت الصفيحتان منقوشتين بنقوش مزخرفة تطبع على الوافل، مثل شعارات النبالة، أو مناظر طبيعية، أو رموز دينية. وكان يُمسك بالوافل من مسافة ويُخبز فوق نار الموقد.
في عام 1869، سجّل كورنيليوس سوارثاوت، الأمريكي، أول براءة اختراع لمكواة وافل تُستخدم على الموقد. وعلى الرغم من وجود أنواع من مكاوي الوافل منذ القرن الخامس عشر، إلا أن سوارثاوت قام بتحسين التصميم عبر إضافة مقبض ومفصلة دوّارة في طوق من الحديد المصبوب، مما أتاح إمكانية قلب المكواة بأمان دون خطر الانزلاق أو الحروق.
في عام 1891، أصبح جون كلايمباخ، مهاجر ألماني في شاموكين، بنسلفانيا، بائع وافل متجول بعد أن صنع مكواة لفندق مانشن هاوس. كان يبيع الوافل مقابل سنت واحد أو عشرة سنتات للدزينة.[نشر ذاتي؟] وقد لاقى هذا رواجًا في معرض كولومبوس العالمي. وفي عام 1911، أنتجت شركة جنرال إلكتريك نموذجًا أوليًا لمكواة وافل كهربائية، وبدأ الإنتاج التجاري لها في عام 1918 تقريبًا. ومع انتشار استخدام مكاوي الوافل، جرى تحسين شكلها الخارجي.

## الأنواع
تُثبت مكاوي الوافل التقليدية على ملاقط ذات مقابض خشبية وتُمسك فوق نار مكشوفة أو توضع على الموقد. أما مكاوي الوافل الحديثة، فهي غالبًا أجهزة كهربائية مستقلة تُوضع على الطاولة، وتستخدم عنصر تسخين داخليًا يتحكم به منظم حرارة داخلي. وتتوافر مكاوي كهربائية بألواح قابلة للإزالة أو غير قابلة لذلك. وتُصنع المكاوي الاحترافية غالبًا من الحديد الزهر غير المطلي، بينما تُصنّع النماذج المنزلية، خصوصًا المصنوعة من الألومنيوم المصبوب، بطبقة من التفلون. ويحتوي العديد منها على ضوء ينطفئ عند بلوغ درجة الحرارة المطلوبة.
تنتج بعض أجهزة صنع الوافل وافلًا رقيقًا جدًا، ويمكن استخدامها في إعداد مخاريط الوافل أو بيزيله (Pizzelle). ولا يوجد معيار محدد لأشكال الوافل أو سمكه، ولكن النماذج التي تنتج الأشكال والسماكات الأكثر شيوعًا تُوصَف عادة بأنها "تقليدية" أو "كلاسيكية". أما النماذج التي تُنتج وافلًا أكثر سماكة وجيوبًا أعمق، فيُشار إليها عادة باسم "وافل بلجيكي". في الولايات المتحدة، يُميَّز "الوافل البلجيكي" غالبًا بسماكته وحجم جيوبه، كما يُحضَّر باستخدام عجينة تحتوي عادة على خميرة وسكر لؤلؤي.
أما سترُوب وافل (Stroopwafel)، فهو نوع من بسكويت الوافل الرقيق والمستدير، مكوَّن من طبقتين من العجينة المحلاة المخبوزة، يتوسطهما حشو من الكراميل. ويُعد من الحلويات الهولندية الشهيرة، ويتمتع بشعبية واسعة في هولندا وبعض مناطق الإمبراطورية الهولندية السابقة، ويُصدَّر أيضًا إلى الخارج.

## الوافل عربيا
لا يُعد الوافل من الأطعمة التقليدية في المطبخ العربي، إلا أن شعبيته بدأت في التزايد في العديد من الدول العربية خلال العقود الأخيرة، خصوصًا مع انتشار المقاهي والمطاعم الغربية. تُقدَّم صانعات الوافل الحديثة في المنازل والمحال التجارية، وتُحضّر أحيانًا بنكهات محلية مثل التمر أو الهيل، كما تُضاف إليه مكونات تقليدية كالعسل العربي أو الطحينية.
في بلدان المشرق العربي، يُستخدم مصطلح "وافل" كما هو أو يُعرّب أحيانًا إلى "كعكة شبكية" أو "فطيرة شبكية". وتُروّج بعض الشركات المحلية لصانعات الوافل ضمن أدوات المطبخ العصري، خصوصًا في دول الخليج والمغرب العربي.
ويُستخدم الوافل غالبًا كوجبة إفطار أو وجبة خفيفة في العالم العربي، ويُقدم مع مجموعة متنوعة من الإضافات مثل العسل أو الكريمة المخفوقة. في بعض البلدان العربية، يُصنع الوافل باستخدام عجائن محلية مع إضافة بعض التوابل والفاكهة لتعزيز النكهة مثل التمر أو الهيل، كما تُضاف إليه مكونات تقليدية كالعسل العربي أو الطحينية.

## معرض صور

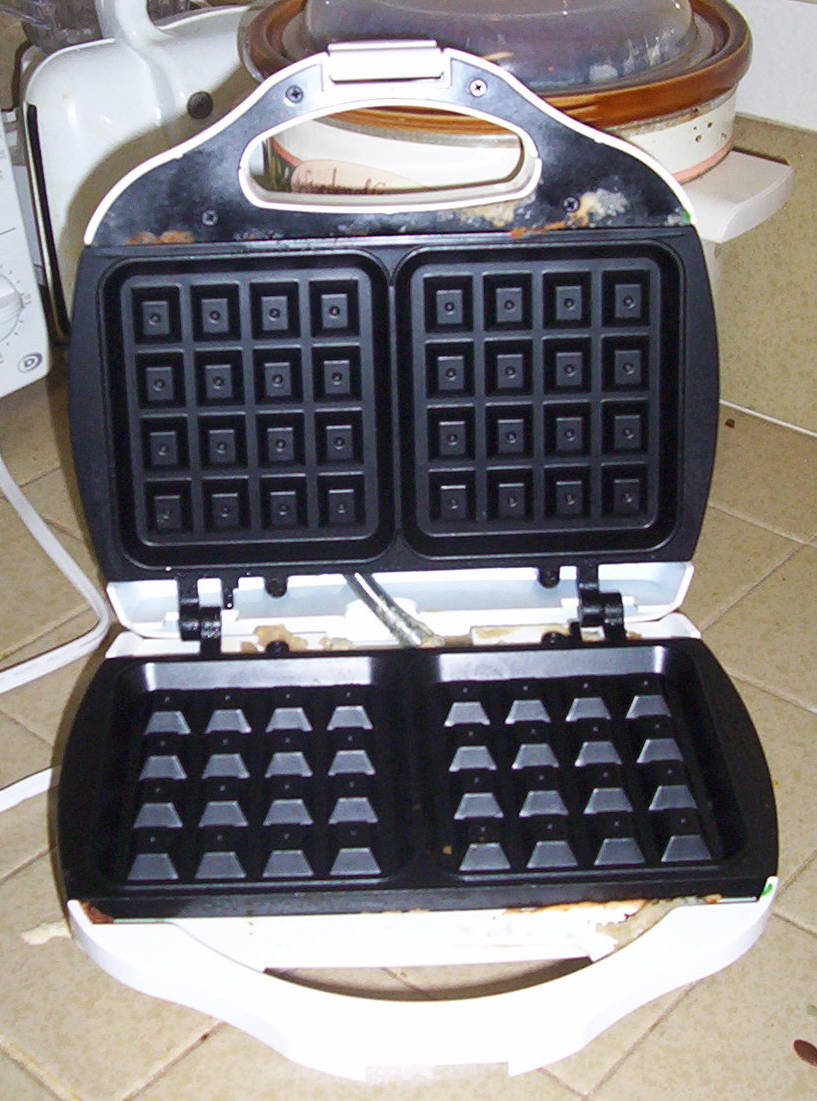
مكواة وافل أمريكية على الطراز البلجيكي
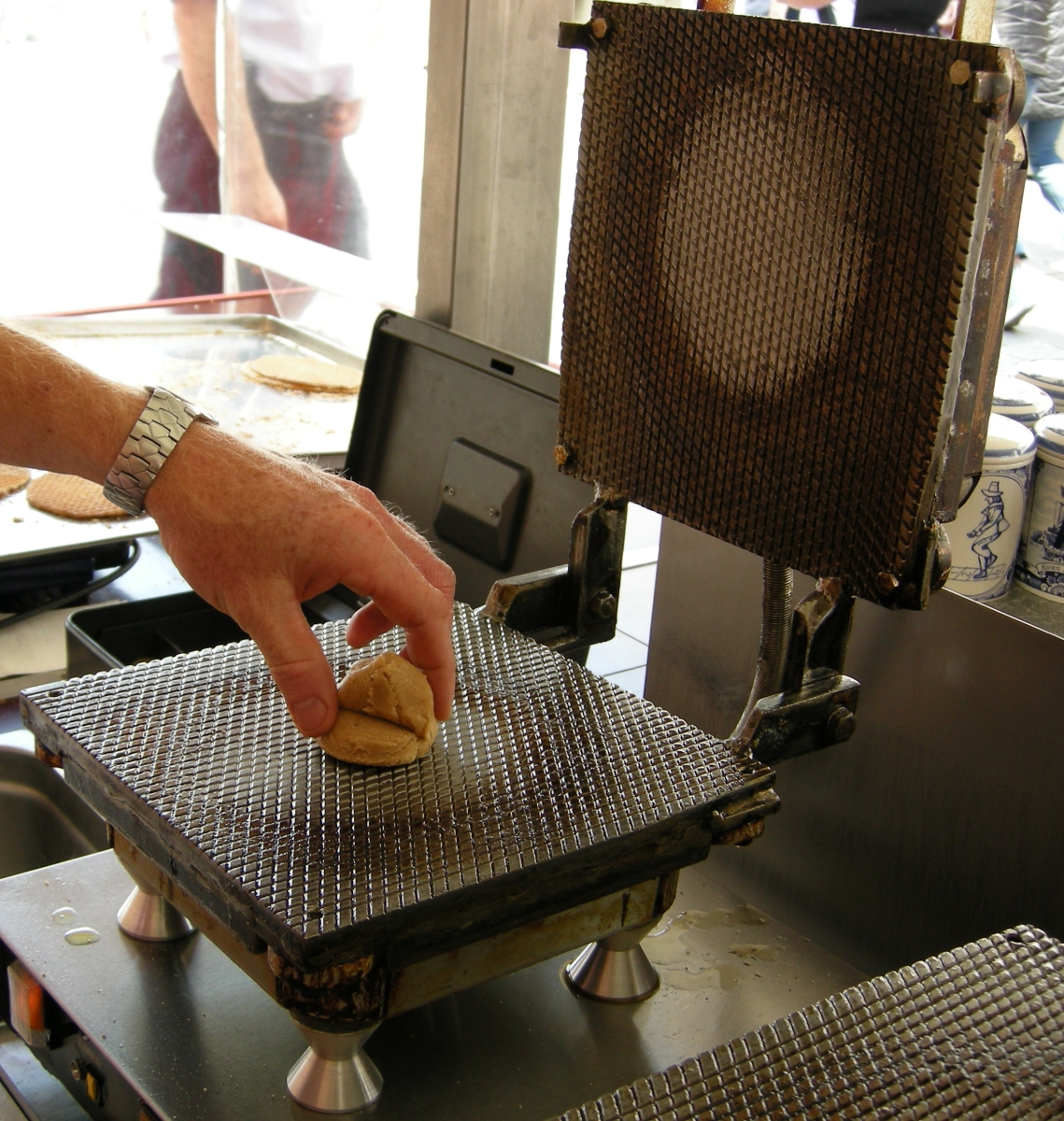
مكواة وافل لصنع سترُوب وافل في نايميخن
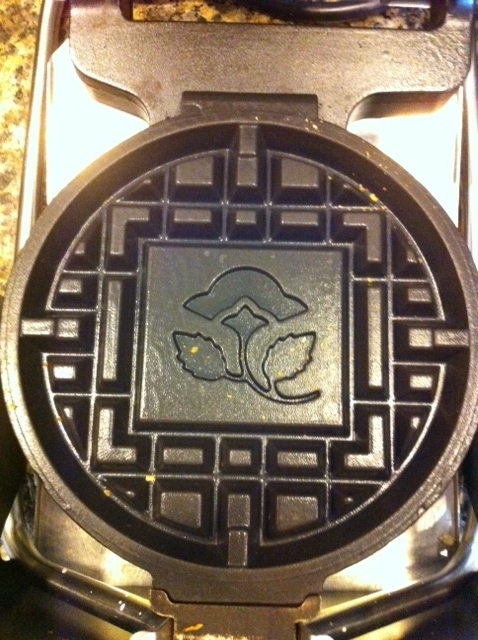
مكواة وافل تحمل شعار Country Inns & Suites، تُستخدم لأغراض دعائية بطباعة الشعار على الوافل
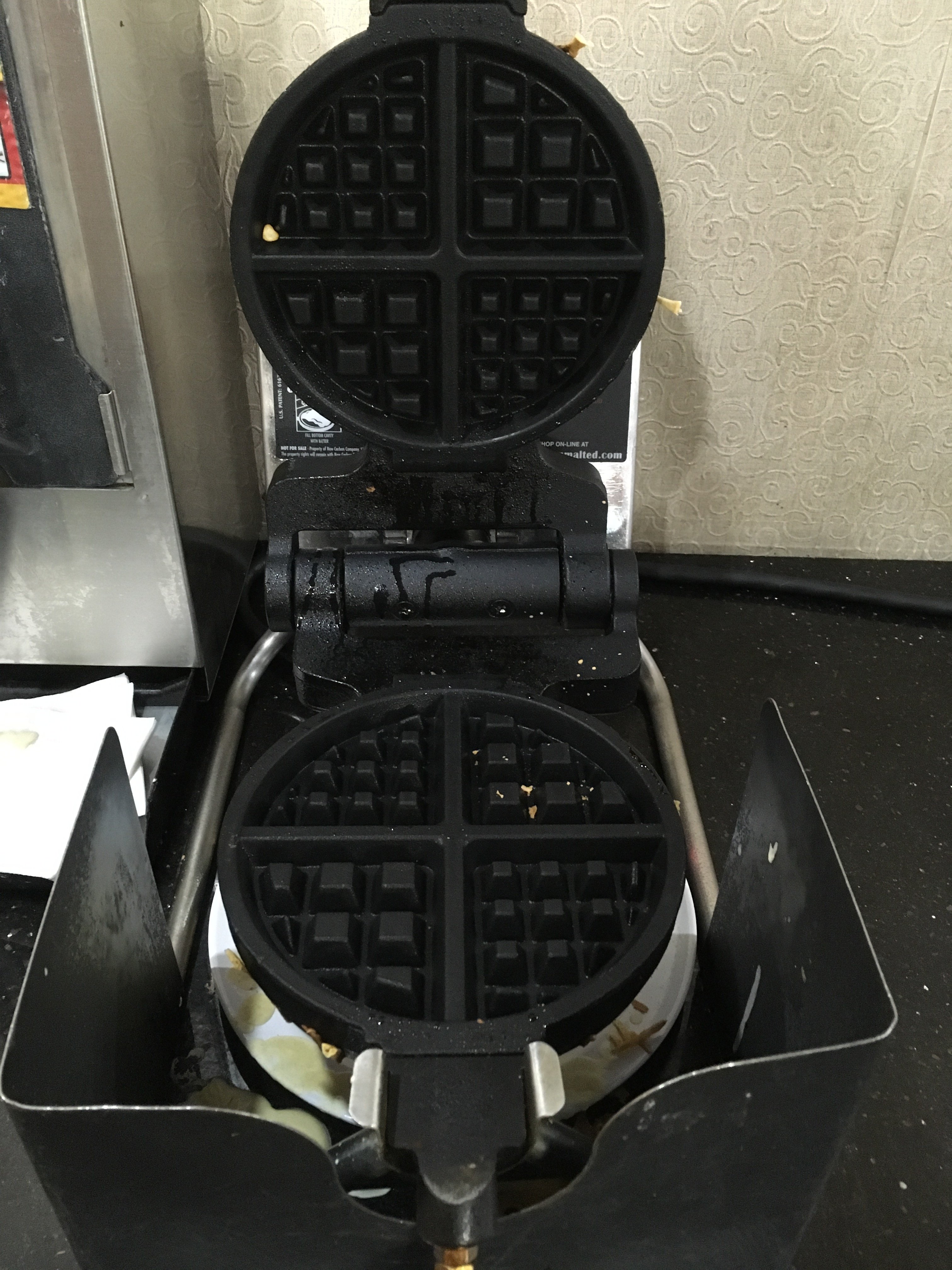
مكواة وافل من النوع المستخدم ذاتيًا في فنادق/نُزل أمريكا، حيث يسكب الزبون العجينة ويُغلق المكواة ويبدأ العداد
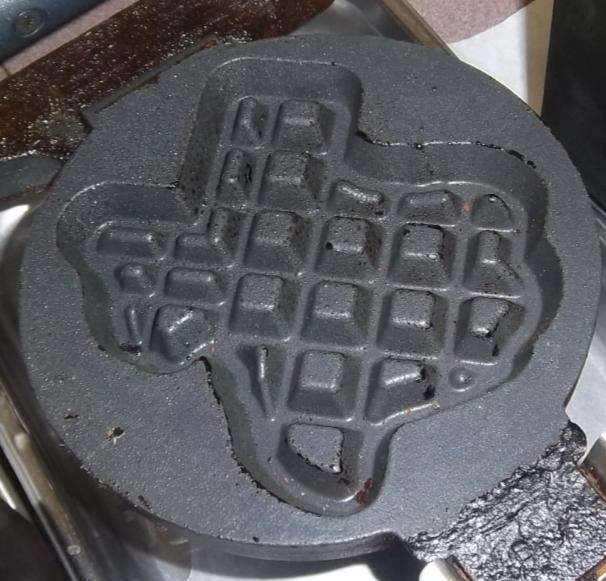
مكواة وافل على شكل ولاية تكساس، تُستخدم غالبًا في نُزل الولاية
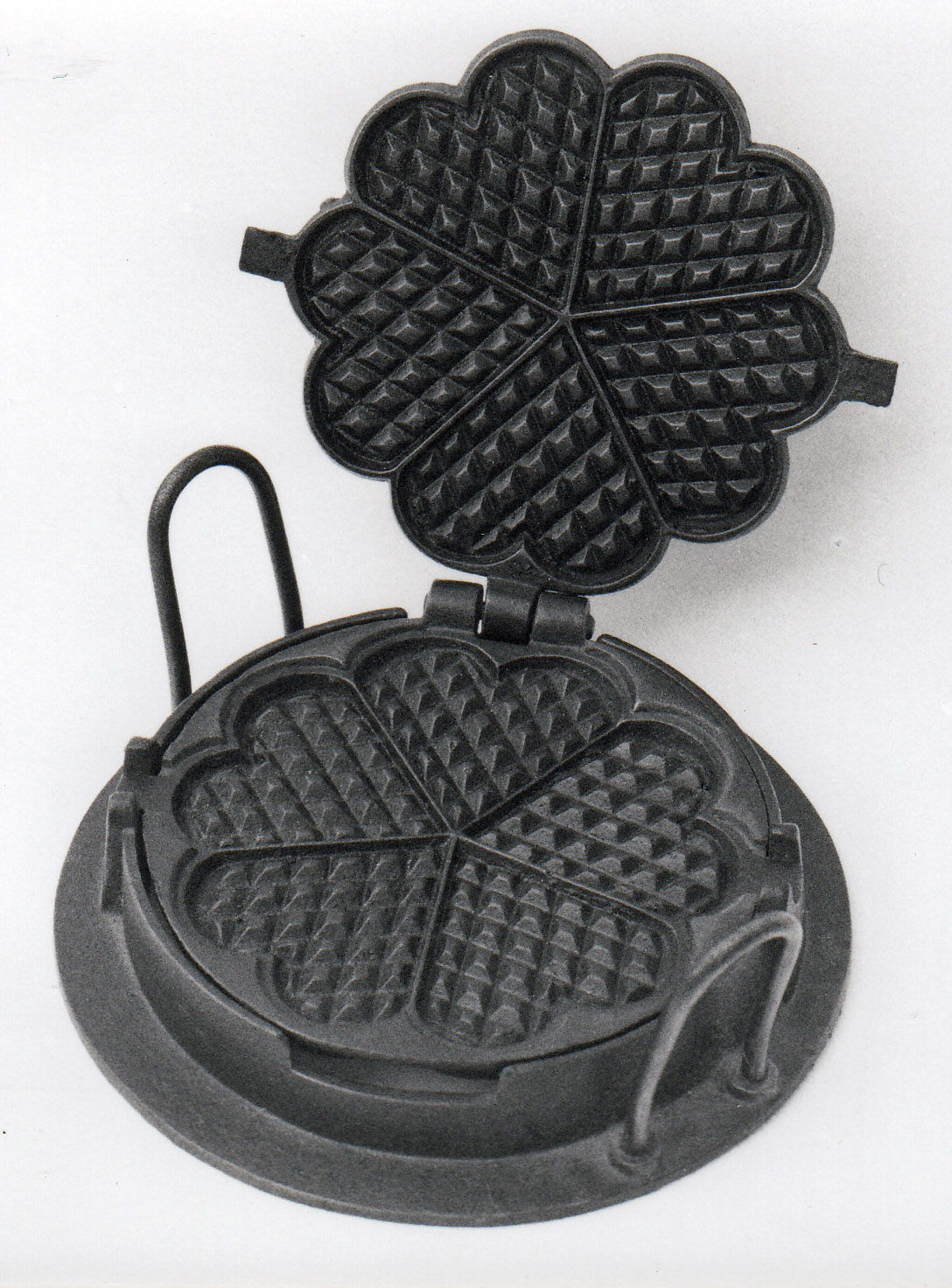
في إسكندنافيا، تنتشر مكاوي وافل على شكل قلوب
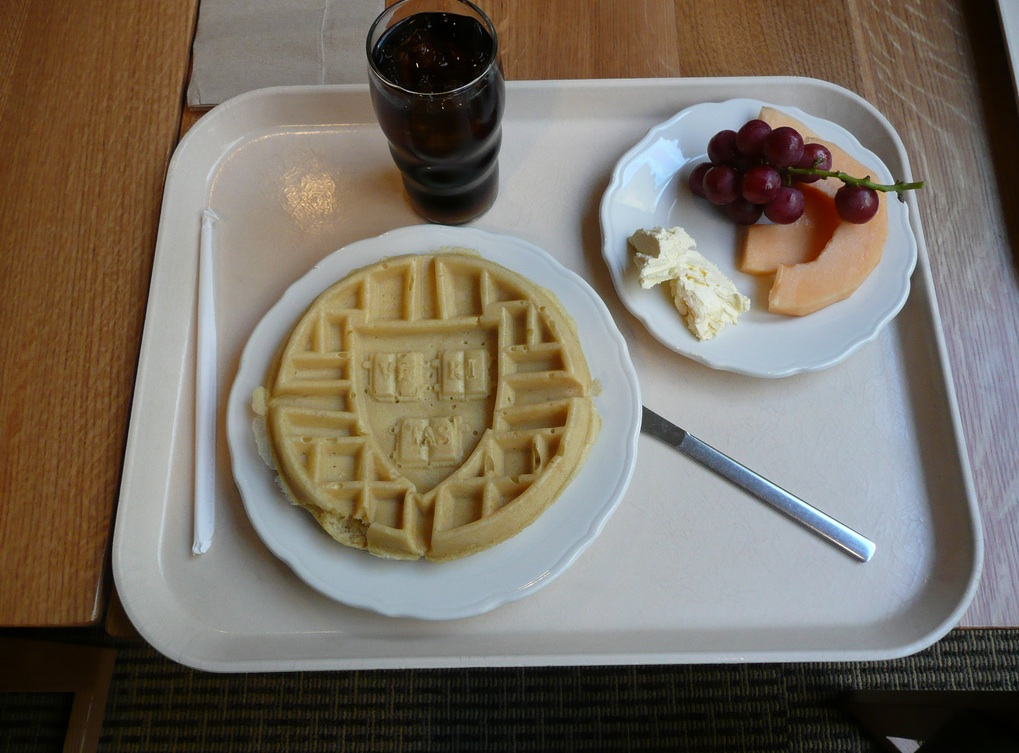
وافل مُعدّ بمكواة مخصصة تحمل شعار جامعة هارفارد

## وصلات خارجية
- Food Timeline—history notes: waffles
- Theory and Technology of Waffles
- Waffle Iron Patented